# Crisis alimentaria en el Cuerno de África de 2011
La crisis alimentaria en el Cuerno de África de 2011 es una severa sequía y hambruna que tuvo lugar en muchas regiones del Cuerno de África, como resultado de una severa sequía que afecta por completo la región de África Oriental, nombrada como "la peor en 60 años", ha causado una severa crisis alimentaria a lo largo de Somalia, Etiopía y Kenia, amenazando la subsistencia de más de 12 millones de personas. Otros países en los alrededores del Cuerno de África, incluidos Yibuti, Sudán, Sudán del Sur y partes de Uganda, están siendo también afectados por la crisis. Las agencias internacionales desconocen la situación de Eritrea.
El 20 de julio, Naciones Unidas declaró oficialmente la hambruna en dos regiones del sur de Somalia, siendo la primera vez que se declara en casi treinta años. Desde la hambruna de Etiopía de 1984 en la que murieron un millón de personas. Se cree que ya murieron alrededor de diez mil personas en el sur de Somalia antes de que la hambruna fuera declarada. Y alrededor de 29 mil menores de cinco años, según cálculos de Estados Unidos. El 3 de agosto, la ONU declaró la hambruna en otras tres regiones en el sur de Somalia, citando un empeoramiento de las condiciones y una inadecuada respuesta humanitarias. Es esperado que la hambruna se disperse a todas las regiones del sur en las próximas cuatro a seis semanas. Se estima que 1 millón de personas puedan morir de la hambruna, de las cuales 800 mil serían niños.
Una severa falta de financiación de la ayuda internacional, junto con problemas de seguridad en la región, han obstaculizado la respuesta humanitaria. Alrededor de 2,5 mil millones de dólares han sido pedidos por organizaciones humanitarias, de estos solo mil millones de dólares fueron entregados.
En febrero de 2012, la ONU declaró de manera oficial el fin de la hambruna en Somalia, si bien advirtió que 2,3 millones de personas seguían necesitando ayuda urgente.
En 2022, la región afrontó su sequía más prolongada de las últimas cuatro décadas, con cinco temporadas de lluvia consecutivas fallidas. En 2023 afectó a 46,3 millones de personas (incluyendo desplazados y refugiados); posteriormente, en 2024 la cifra de personas en seguridad alimentaria aguda se estimó en 65 millones
Somalia ha sufrido choques climáticos consecutivos, con precipitaciones inferiores a la media a finales del 2024 que redujeron gravemente el rendimiento de los cultivos, agotaron las fuentes de agua y provocaron perdida de ganado.

## Sequía

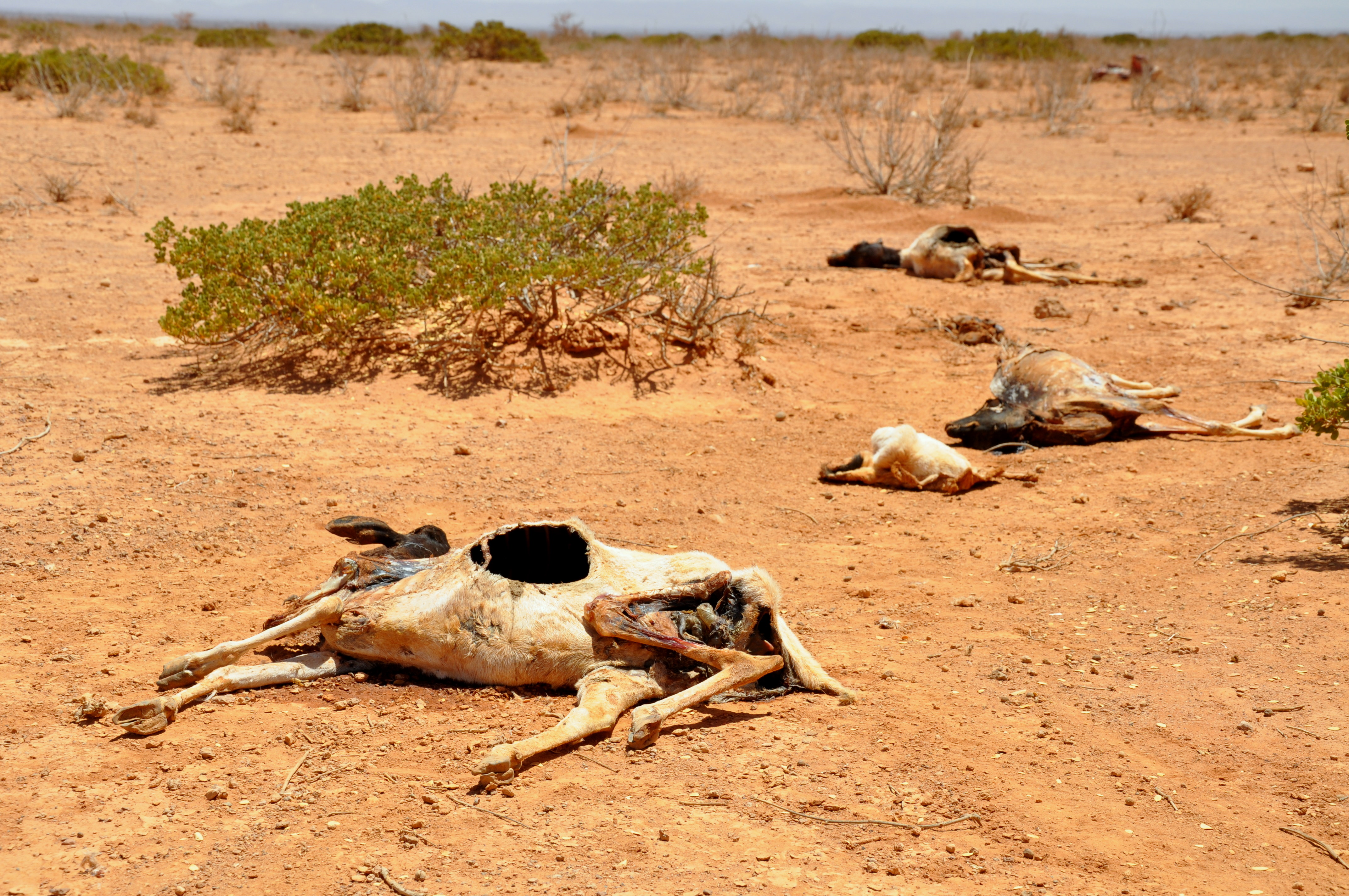
Somalia. Un kilómetro fuera del pueblo Waridaad, los cadáveres de ovejas y cabras muertas se extienden por el paisaje debido a la fuerte sequía.

Las condiciones meteorológicas sobre el Pacífico, incluyendo un inusual y fuerte fenómeno de La Niña, interrumpieron la temporada de lluvias por dos temporadas consecutivas. No ha llovido por un año en Kenia y Etiopía, y en Somalia durante los últimos dos años. En muchas regiones, la tasa de precipitación durante la principal temporada de lluvias desde marzo a junio fue menor al 30% de los promedios de 1995-2010. La falta de lluvias dio como resultado pérdidas en la ganadería, entre 40% al 60% en algunas regiones, donde decrecieron la producción de leche y también reduciendo aún más las pobres cosechas. No se esperan lluvias antes de septiembre. La crisis está agravada por la actividad rebelde del grupo Al-Shabbaab en el sur de Somalia.
Evidentemente la sequía hace que la población sea, en general, más vulnerable, y expone más a las personas a problemas de seguridad alimentaria, de salud e incluso de higiene. La sequía y sus consecuencias, tales como hambrunas y enfermedades, y el deseo de encontrar una vida mejor, han estimulado la emigración. En el año 2011 la crisis alimentaria de Etiopía, que resulta de una severa sequía en África del Norte, amenaza la subsistencia de más de 12 millones de personas y causó la muerte de más de un millón de personas en Somalia, según se cree, desde antes de que se declarara la hambruna en África.  800 personas de zona afectadas han huido y más de 1,400 refugiados siguen llegando desde el país vecino, Kenia, cuyos campos para refugiados tienen capacidad máxima para 90 mil personas.[cita requerida]
El jefe de la Agencia de los Estados Unidos para el Desarrollo Internacional, Rajiv Shah, señaló que el cambio climático ha contribuido a la severidad de la crisis. "No existe dudas de que las condiciones cálidas y secas están aumentando en el África sub-Sahariana y esto está reduciendo la capacidad de recuperación de las comunidades". Por otro lado, dos expertos del International Livestock Research Institute (un instituto independiente internacional con base en Nairobi, Kenia) sugirió que es prematuro culpar al cambio climático por la sequía. Mientras que existe un consentimiento en que el efecto de La Niña particularmente fuerte ha contribuido a la intensidad de la sequía, la relación entre La Niña y el cambio climático no está bien establecida.
Las fallas de la comunidad internacional de prestar atención al sistema de advertencia temprana ha sido criticado por conducir a un empeoramiento de la crisis. El director humanitario de Oxfam Jane Cocking dijo que "Este es un desastre prevenible y las soluciones son posibles." Suzanne Dvorak, jefa ejecutiva de Save the Children, escribió que "Políticos y las autoridades en los países ricos son escépticos acerca de tomar medidas preventivas porque piensan que las agencias de ayuda están inflando el problema. Los gobernantes de los países desarrollados están avergonzados de ser vistos como incapaces de alimentar a su población. [...] estos niños se están desgastando en un desastre que nosotros podemos - y debemos - prevenir." Poco después de que la hambruna fuese declarada en partes del sur de Somalia, Oxfam culpó a los gobiernos europeos de "negligencia intencional" sobre la crisis se emitió un comunicado diciendo que "Los signos de advertencia se han visto por meses, y el mundo ha actuado demasiado lento. Una mejor inversión a largo plazo es necesaria para la producción de comida y un desarrollo básico para ayudar a la gente a hacer frente con lluvias pobres y asegurarse de que ésta es la última hambruna en la región."

## Situación humanitaria
| Población que necesita ayuda                                                                     |                 |            |            |
|                                                                                                  | Población local | Refugiados | Total      |
| Yibuti                                                                                           | 146.600         | 17.600     | 164.200    |
| Kenia                                                                                            | 2.400.000*      | 514.545**  | 2.914.545  |
| Somalia                                                                                          | 3.700.000       | 0          | 3.700.000  |
| Etiopía                                                                                          | 4.567.256       | 228.014    | 4.795.270  |
| Total                                                                                            | 10.813.856      | 760.159    | 11.574.015 |
| Fuente: OCHA * Se espera un crecimiento en agosto. ** Registrados el 17 de julio de 2011 (UNHCR) |                 |            |            |

La hambruna tuvo su origen en Shabeellaha Hoose y Bakool, dos regiones al sur de Somalia. De acuerdo al coordinador humanitario de la ONU para Somalia, esta situación se propagará a las otras ocho provincias si no se toman acciones inmediatas. The Economist informó que la hambruna puede extenderse a todo el Cuerno de África, "una situación... inédita en 25 años".
Los precios de los alimentos han subido un 240% en el sur de Somalia, un 117% en el sudeste de Etiopía, y un 58% en el norte de Kenia. Asimismo, la tasa de desnutrición infantil ha llegado al 30% en partes de Kenia y Etiopía, y cercanas al 50% en el sur de Somalia. Al menos 11,3 millones de personas en la región están necesitadas de ayuda alimentaria, con 3,7 millones de ellos en Somalia.

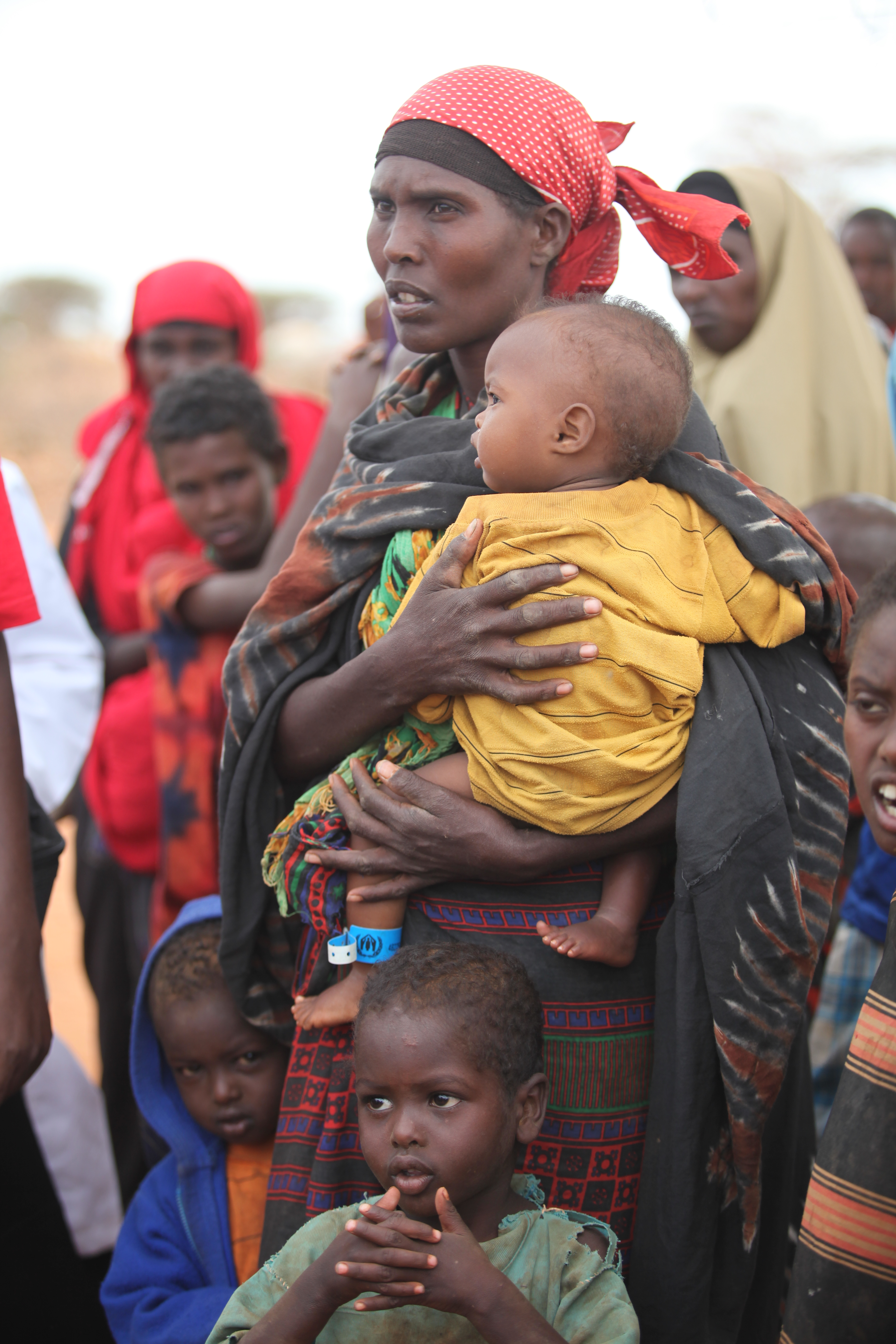
Mujeres y niños esperando para entrar a un campo de refugiados superpoblado en Dadaab, Kenia.

La Cruz Roja advirtió que se avecina una crisis humanitaria en la región noroeste de Kenia en el distrito de Turkana, en la frontera con Sudán del Sur. De acuerdo con los oficiales de la agencia de ayuda, alrededor de tres cuartos de la población de la región se encuentran en extrema necesidad de alimentos. Y los niveles de malnutrición se encuentran en lo más alto, sin embargo actualmente los esfuerzos humanitarios se focalizan solamente en los campamentos de Dadaab.
Crece la preocupación por una posible hambruna oculta en Eritrea, mientras las agencias internacionales hablan de un "agujero negro" en la información que llega de esta región. Seguido a esto el gobierno de Eritrea niega que haya falta de comida en este país.

### Crisis de refugiados
Alrededor de 800 mil personas han huido de las zonas afectadas del sur somalí por la sequía hacia los países vecinos, en particular Kenia y Etiopía. Los tres campos de refugiados en Dadaab, albergan a, al menos, 440 mil personas, pese a que su capacidad máxima está limitada a 90 mil. Más de 1.400 refugiados continúan llegando todos los días desde el país vecino. La portavoz del Alto Comisionado de las Naciones Unidas para los Refugiados (ACNUR), Melissa Fleming, dijo que mucha gente había muerto en el camino. Dentro de los campos, la mortalidad infantil se ha triplicado en los últimos meses. El total de la tasa de mortalidad es de 7.4 cada 10 mil al día, que es más de siete veces más alta que la tasa de "emergencia" de 1 cada 10 mil por día. Existe un aumento de la violencia sexual en contra de mujeres y niñas en los campos de refugiados, poniendo a ellas además de este maltrato en un alto riesgo de contraer HIV/AIDS.
Dolo Odo, Etiopía también alberga por lo menos a 110.000 refugiados de Somalia, la mayoría arribó recientemente. Los tres campos en Bokolomanyo, Melkadida, y Kobe están excedidos al máximo de su capacidad; un campo más está siendo construido, mientras se planea otro para el futuro. La malnutrición entre los niños ha llegado al 33%. La escasez de agua está afectando a todos los campos de refugiados.

### Salud y enfermedades
La esperanza de vida se ha rebajado de 49 a 46 años a consecuencia, principalmente, del sida. África registra el 70% de los casos de sida del mundo, con más de 2,2 millones de muertes al año y cada vez con mayor proporción de mujeres infectadas.
Por otro lado, el sarampión ha estallado en los campos de Dadaab, con 462 casos confirmados, incluyendo 11 muertes. Etiopía y Kenia están enfrentando severas epidemias de esta enfermedad, atribuidas en parte a la crisis de refugiados, con cerca de 17 mil casos confirmados en 2011 y al menos 114 muertes. Las estadísticas de la OMS ubican al número de niños en riesgo de contagio a 2 millones. La epidemia en Etiopía puede haber llevado a un brote de sarampión en Estados Unidos y en otras partes de los países desarrollados.
La Organización Mundial de la Salud (OMS) declaró que "8,8 millones de personas están en riesgo de contraer Malaria, y 5 millones Cólera", en Etiopía, debido a las condiciones insalubres y de masificación. No se han reportado casos de poliomielitis todavía. La organización Médicos Sin Fronteras está tratando más de 10,000 casos de malnutrición en niños en los centros de alimentación y clínicas.

### Seguridad

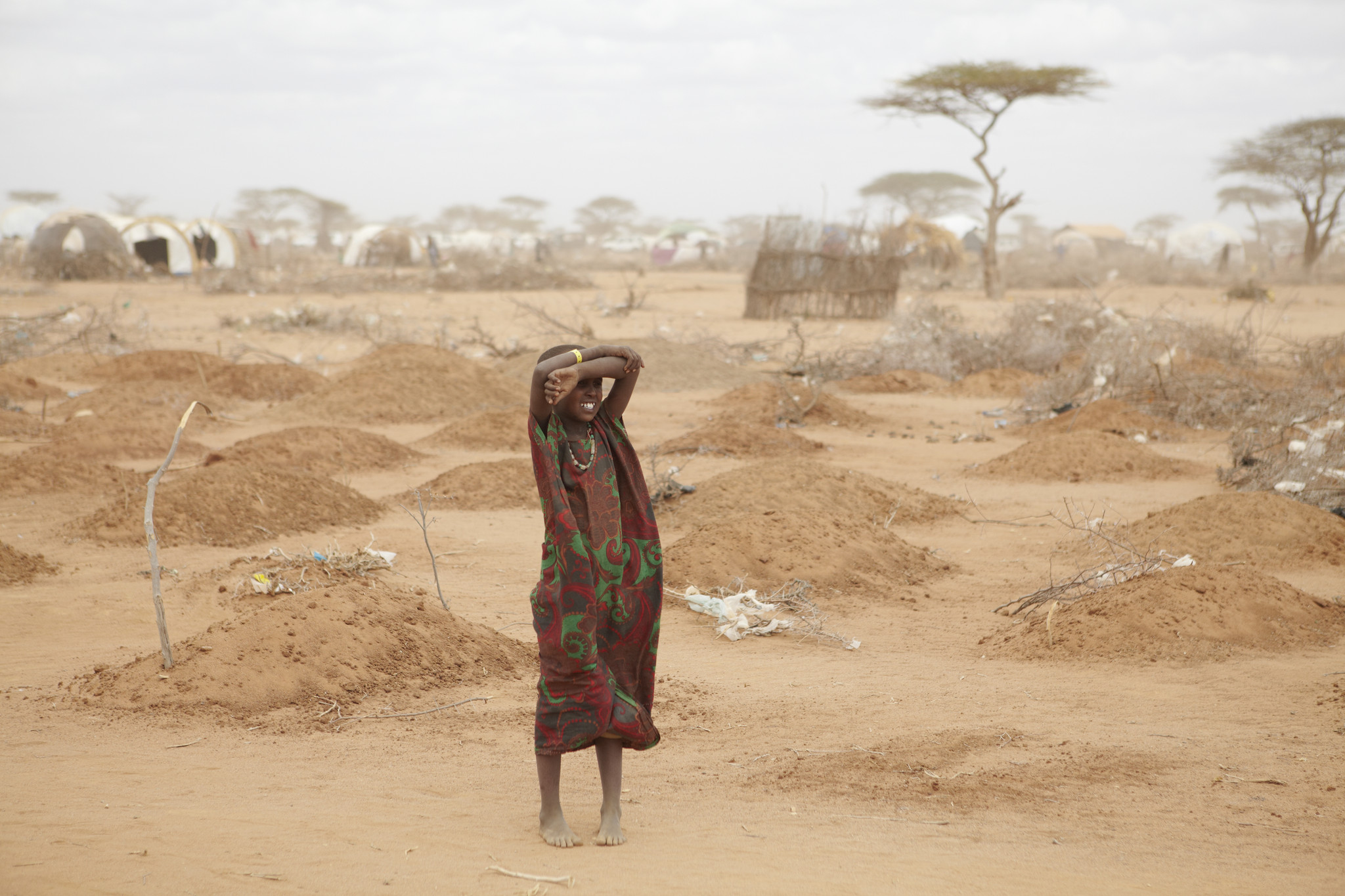
Una joven niña en medio de las tumbas de 70 chicos en el campo de refugiados de Dadaab.

El jefe de la Agencia de los Estados Unidos para el Desarrollo Internacional, Rajiv Shah dijo que la sequía puede empeorar la situación de seguridad en la región. "Esto está pasando precisamente en una parte del mundo el la que el Secretario de Defensa de los Estados Unidos Leon Panetta dijo que es una región en la que se combate contra el terrorismo y la seguridad internacional. Y pone en relieve la profunda unión entre seguridad alimentaria y seguridad nacional." La búsqueda de tierras lejanas para pastoreo con cabras o ganado que permita la movilidad (pastoralismo) se realiza con armas, por la competencia de los pocos recursos disponibles debido a la sequía. En Kenia han matado más de 100 pastores.
Existe miedo de que el grupo insurgente Al-Shabaab continúe entorpeciendo las operaciones de ayuda en el sur de Somalia. "Necesitamos un mejor acceso del que tenemos en este momento para hacer frente a una emergencia como ésta." Las agencias de la ONU están "en un diálogo" con el grupo Al-Shabaab sobre la seguridad de las pistas de aterrizaje en áreas bajo el control de este grupo insurgente en búsqueda de hacer accesible la ayuda. El Programa Mundial de Alimentos de la ONU está considerando volver al sur de Somalia de donde se retiró en 2010 por las amenazas del grupo rebelde Al-Shabaab. Se estima que hay 1 millón de personas en regiones a las que no se puede acceder. A principios de julio, Al-Shabaab anunció que había retirado sus restricciones a los trabajadores de ayuda humanitaria internacional, y toda la ayuda humanitaria sería permitida entrar. Sin embargo, el 22 de julio Al-Shabaab dijo que la prohibición a ciertas organizaciones continúa, y también negó que la hambruna está ocurriendo en la región al sur de Somalia.

## Respuesta internacional
Las agencias humanitarias pidieron 2,5 mil millones de dólares para manejar esta crisis, pero hasta ahora han asegurado sólo la mitad de esa cantidad. La Unión Europea ha anunciado que proveerá de 5.67 millones de euros para ayudar a millones de personas en el cuerno de África afectados por la sequía. El 16 de julio, el gobierno del Reino Unido se comprometió con 52.25 millones de libras, sobre las 38 millones de libras que ya se había comprometido a principios de mes y las más de 13 millones planteadas por la Disasters Emergency Committee. El 23 de julio el gobierno canadiense se comprometió con 50 millones en adición a los 22 millones ya comprometidos.

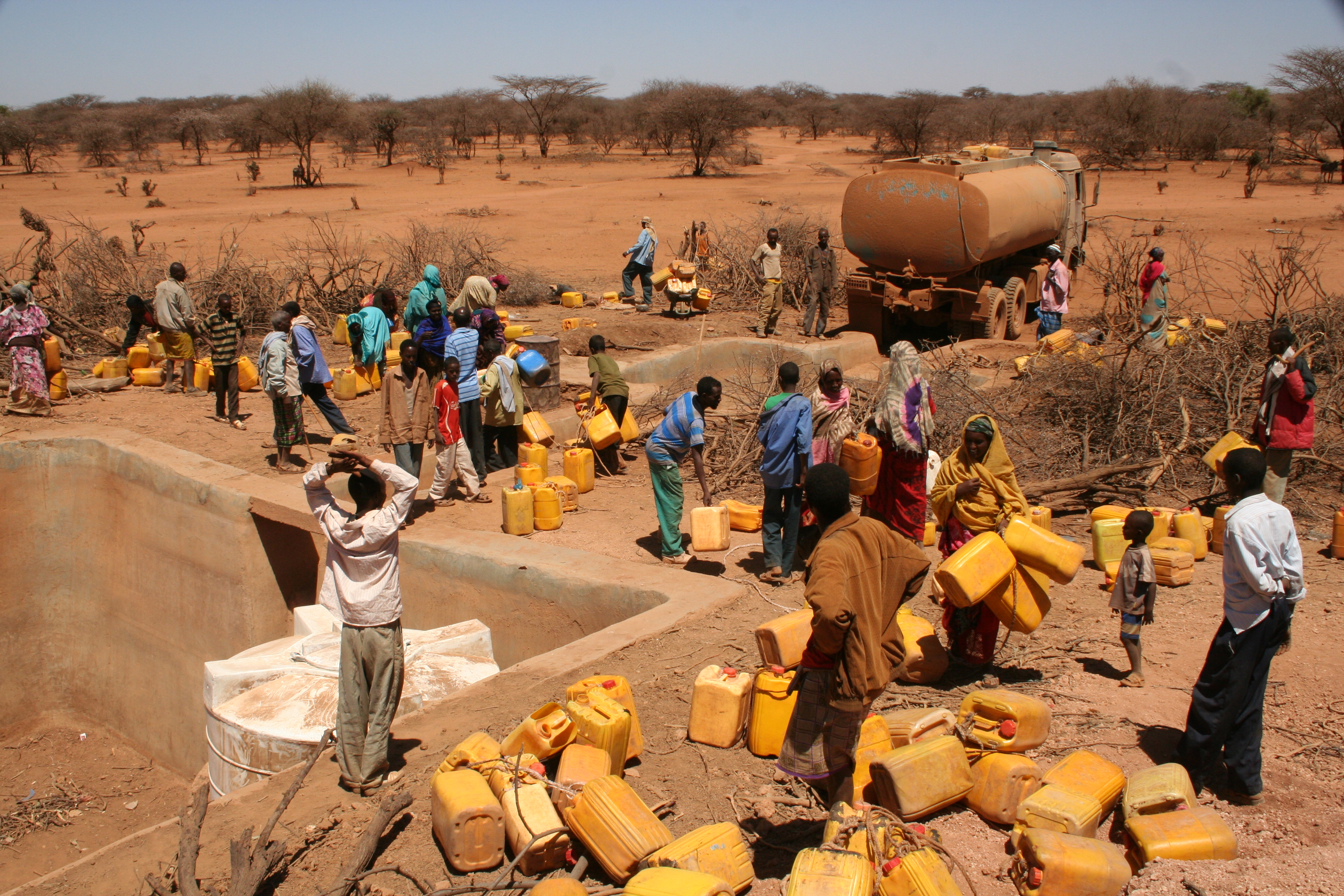
Oxfam distribuyendo agua en la zona del Cuerno de África donde en el período 2010-2011 se experimentó una fuerte sequía.

Estados Unidos se comprometió con 5 millones de dólares adicionales para ayudar a los refugiados de Somalía sobre un presupuesto anterior de $63 millones para un apoyo general a la región de África del Este. Sin embargo, Estados Unidos ha retenido ayuda en la región de Somalía, debido a recientes regulaciones que previenen mandar comida de ayuda a riesgo de "beneficiar materialmente" a los designados terroristas, en este caso el grupo rebelde Al-Shabaab. Las regulaciones entraron en vigor luego de informaciones de que el grupo Al-Shabaab estaba "poniendo impuestos a los convoyes de comida", como resultado la ayuda estadounidense en Somalia se redujo de $150 millones a $13 millones este año. Mercy Corps dijo que "Los esfuerzos de ayuda continuaran siendo totalmente inadecuados si las restricciones legales fuerzan a los EE. UU. a quedarse al margen".
A principios de julio el Programa Mundial de Alimentos de la ONU dijo que se espera que 10 millones de personas en toda la región necesiten ayuda alimentaria, la estimación anterior era de seis millones. El 12 de julio, el Secretario General de Naciones Unidas Ban Ki-moon llamó a un encuentro urgente con las cabezas de las agencias de la ONU. El declaró luego de la reunión que se debe tomar una acción inmediata para evitar que se profundice la crisis. De acuerdo a Ban, "El costo humano de esta crisis es catastrófico. No nos podemos dar el lujo de esperar."
El Alto Comisionado de las Naciones Unidas para los Refugiados ha comenzado un "masivo" transporte aéreo de suministros de ayuda para la región de Dadaab, incluyendo 100 toneladas de tiendas para ayudar a los ya congestionados y sobrepoblados campos de Dadaab. La ONU llevó su primer transporte aéreo de comida luego de dos años al sur de Somalía el día 13 de julio. Los Kits de salud han sido enviados por rutas terrestres. Junto con otras medidas llevadas a cabo por las agencias de ayuda están las de distribuir voucher de efectivo a los residentes, y discutir con los comerciantes para congelar los crecientes precios de la comida.
El 19 de julio el presidente de Somalia Sharif Sheid Ahmed declaró la hambruna en el país, y llamó a una urgente necesidad de donaciones por parte de países extranjeros e individuos. El 20 de julio, la ONU declaró oficialmente la hambruna en dos regiones al sur de Somalía, Shabeellaha Hoose y Bakool. Esta es la primera vez que la ONU declara una hambruna desde la hambruna de Etiopía de 1984, cuando cerca de 1 millón murieron. La hambruna fue declarada en respuesta a los nuevos datos de la unidad de seguridad alimentaria y análisis de nutrición de la ONU, que mostraba que la situación en el sur de Somalía tenía las tres características de una hambruna generalizada: 1) más del 30% de los niños sufriendo de malnutrición aguda; 2) más de dos adultos o cuatro niños muriendo de hambre cada día por cada 10 000 personas; 3) la población teniendo acceso a menos de 2100 calorías de comida y cuatro litros de agua por día.
Durante la declaración, el coordinador humanitario de ONU para Somalia, Mark Bowden, declaró que las agencias de la ONU carecen de la capacidad necesaria en términos de agua potable, alimentos, cobijo y servicios de salud para salvar las vidas de cientos de miles de personas afectadas por la sequía en Somalia, y que alrededor de $300 millones en suministros de socorro son requeridos para los dos próximos meses. Bowden advierte que, dado el bajo rendimiento de los cultivos y la aparición de enfermedades infecciosas causadas por la prolongada sequía, la hambruna se dispersara al resto del sur de Somalía en los dos próximos meses si la ayuda se mantiene inadecuada.
El 27 de julio, el Programa Mundial de Alimentos de la ONU anunció que ha comenzado el transporte aéreo de comida a Somalia. Diez toneladas de comida fueron llevadas a Mogadiscio, con planes de expandir la entrega al sur de Somalía donde millones se mantienen inaccesibles, y están demasiado débiles para cruzar la frontera a Kenía. Entregar la comida a la región sigue siendo complicado debido a la negativa del grupo Al-Shabaab que no permite que algunas agencias extranjeras de ayuda trabajen en el país.
El 25 de agosto, los países la Unión Africana prometieron 350 millones de dólares en ayuda para el cuerno de África, la mayor parte de los fondos provienen del Banco de Desarrollo Africano.
El Fondo de las Naciones Unidas para la Infancia o UNICEF ha contribuido con una importante respuesta humanitaria que ha salvado las vidas de miles de niños y sus familias. En este contexto, la acción de UNICEF seguirá haciendo hincapié en el liderazgo nacional y la cooperación estratégica interinstitucional de grupos humanitarios nacionales y alianzas formales con el Gobierno, organismos de Naciones Unidas y organizaciones no gubernamentales.

## Según la FAO
La crisis alimentaria en el Cuerno de África va en aumento, con 12 millones de personas en Yibuti, Etiopía, Kenia, Somalia  y Uganda necesitadas de ayuda de emergencia. Algunas zonas en el sur de Somalia sufren de hambruna.

Durante el pasado año, la región ha experimentado dos temporadas de lluvias escasas, resultando uno de los años más secos desde 1950/51.
La situación se ha agravado debido al elevado precio de los cereales a nivel local, una excesiva mortalidad del ganado, los conflictos y el acceso restringido a la ayuda humanitaria en algunas zonas.
Crear capacidad de resistencia en el sector agrícola será una de las estrategias centrales de supervivencia para la región.
Cerca del 80 por ciento de la población en el Cuerno de África depende de la agricultura como principal fuente de alimentos e ingresos.
La FAO centrará sus intervenciones en el Cuerno de África en los siguientes campos:
- Incremento del acceso al agua mediante la rehabilitación y construcción de puntos de agua.
- Suministro de insumos agrícolas vitales, como semillas resistentes a la sequía, piensos animales, forraje y agua para el ganado (incluyendo el uso innovador de cupones y otros mecanismos basados en el  mercado).
- Transferencias de dinero en efectivo para mitigar el alza de los precios de los alimentos básicos y evitar la venta a cualquier precio de los activos productivos, así como la ayuda inmediata mediante actividades con remuneración en efectivo.
- Control y vigilancia de las enfermedades y plagas de plantas y animales para proteger activos vitales para los medios de subsistencia.
- Mejora de las prácticas comunitarias de gestión del agua y formación de los campesinos en mejores sistemas productivos de cultivos y ganado en zonas áridas.
- Invertir en recuperación temprana post-crisis para restablecer los medios de vida y fortalecer la resiliencia de las familias ante los vaivenes futuros.

Organización para la Agricultura y la Alimentación

## Reunión ministerial de emergencia sobre el Cuerno de África
- Reunión ministerial de emergencia sobre el Cuerno de África

Lunes, 25 de julio de 2011, Roma.

## Emergencia en el Cuerno de África: seguimiento y medidas de respuesta
Sede de la FAO, Roma, 18 de agosto de 2011
Sala Roja
10.00-13.00 y 15.00-18.00
Reunión complementaria de la Reunión ministerial de emergencia sobre el Cuerno de África, que se celebró en Roma el 25 de julio de 2011, para hacer balance de la situación cambiante, las necesidades y las deficiencias así como para contribuir al seguimiento coordinado por medio de los programas, proyectos y otras medidas concretos precisos para enfrentar tanto las necesidades inmediatas como las causas profundas de los problemas.

### Programa provisional
10.00 Observaciones de apertura de Jacques Diouf, director general de la Organización de las Naciones Unidas para la Alimentación y la Agricultura (FAO). 
Declaración del representante de la presidencia del G-20.
Intervenciones de los representantes del Programa Mundial de Alimentos (PMA), el Fondo Internacional de Desarrollo Agrícola (FIDA), el Secretario General de las Naciones Unidas, la Unión Africana, la Autoridad Intergubernamental sobre el Desarrollo y la Nueva Alianza para el Desarrollo de África (NEPAD).
11.30 Examen de las medidas de respuesta: informes sobre el deterioro de la situación respecto de la seguridad alimentaria en el Cuerno de África, las medidas adoptadas y las que son precisas para hacer frente a las necesidades urgentes, incluida la falta de financiación, así como los programas, proyectos y medidas complementarios necesarios para hacer frente a las causas profundas de los problemas.
Intervenciones de los ministros de los países afectados y otros representantes gubernamentales, países donantes, organizaciones intergubernamentales, instituciones financieras internacionales, organizaciones no gubernamentales y otros participantes.
13.00 Pausa para el almuerzo y entrevistas con la prensa.
15.00 Examen de las medidas de respuesta (continuación).
17.00 Conclusiones de la reunión.
18.00 Clausura de la reunión.

Reunión sobre el Cuerno de África pide atacar las raíces de la hambruna
La ayuda alimentaria salva vidas hoy, pero el apoyo a la agricultura y la ganadería impedirá que se repita la crisis mañana
18 de agosto de 2011, Roma - Los gobiernos, organismos de la ONU y organizaciones internacionales reunidos hoy en Roma han apremiado a la comunidad internacional a que continúe prestando su apoyo a las operaciones para salvar vidas en el Cuerno de África, pero al mismo tiempo alertaron que los campesinos y criadores de ganado necesitan ayuda inmediata para evitar que la crisis se agrave. 
Salvaguardar la producción alimentaria local
Mientras que la crisis en el Cuerno de África fue provocada por la sequía, los conflictos y los precios elevados de los alimentos, las causas subyacentes de la vulnerabilidad de la región a estas perturbaciones se hallan en la falta de inversiones en agricultura y una gestión incorrecta de los recursos naturales. 
Entre las medidas específicas de carácter inmediato presentadas como prioritarias en los debates, se incluyen: 
- Garantizar que se cubren las necesidades de ayuda alimentaria para salvar vidas y que se aumenta el apoyo a la nutrición
- Salvaguardar al ganado que ha sobrevivido para proteger la seguridad alimentaria de los pastores
- Salvar la próxima temporada de siembra, que comienza en octubre, garantizando que los campesinos tengan acceso a insumos como semillas, fertilizante y agua para el riego.
- Extender los programas de "dinero en efectivo por trabajo", que permiten a la población comprar alimentos en los mercados locales y evitar la venta de activos

La reunión subrayó también la importancia vital de apoyar acciones destinadas a atacar las causas últimas de los problemas en el Cuerno de África:
- Proteger y restablecer los recursos de las tierras degradadas
- Mejorar las gestión de los recursos hídricos y extender el riego(tan sólo el uno por ciento de las tierras en el Cuerno de África son de regadío, frente al 7 por ciento de media en África y el 38 por ciento en Asia)
- Mejorar las prácticas de manejo de animales, plantas y pastizales de los pequeños campesinos para hacerles menos vulnerables a los imprevistos y las variaciones del clima
- Fortalecer los servicios comunitarios de sanidad animal
- Identificar alternativas viables y aceptables para los medios de subsistencia pastoriles

El apoyo para este tipo de actividades debería ser un esfuerzo sostenido y de varios años, asociado a mejoras en servicios básicos como la educación, sanidad y agua potable, según los participantes.
Organización para la Agricultura y la Alimentación

## Consecuencias a largo plazo y lecciones aprendidas
La crisis alimentaria de 2011 en el Cuerno de África tuvo repercusiones significativas que se extendieron más allá del período inmediato de la hambruna. Informes posteriores han analizado las lecciones aprendidas y las deficiencias en la respuesta humanitaria:
- Respuesta Humanitaria y Sistemas de Alerta Temprana: Un informe del Feinstein International Center[50] destacó que, aunque existieron sistemas de alerta temprana que señalaron la inminente crisis, la respuesta internacional fue tardía e insuficiente. Se identificó la necesidad de mejorar la coordinación y la rapidez en las intervenciones para prevenir futuras hambrunas.
- Importancia de la Acción Preventiva: El informe 'A Dangerous Delay' [51]de Oxfam y Save the Children subrayó que la falta de acción oportuna ante las señales de advertencia contribuyó a la gravedad de la crisis. Se recomendó que las organizaciones humanitarias y los gobiernos actúen de manera proactiva basándose en información de sistemas de alerta temprana, en lugar de esperar confirmaciones definitivas de desastres.
- Impacto en las Comunidades Locales: Estudios han mostrado que las comunidades afectadas por la hambruna de 2011 enfrentaron desafíos prolongados en términos de recuperación de medios de vida y seguridad alimentaria.[52] La pérdida masiva de ganado y la degradación de tierras agrícolas tuvieron efectos duraderos en la economía local y en la resiliencia de las poblaciones. "